# 上高桥回族彝族苗族乡
上高桥回族彝族苗族乡是中华人民共和国云南省昭通市大关县下辖的一个民族乡。

## 行政区划
上高桥回族彝族苗族乡下辖以下村级行政区划单位：
团结村、大寨村、红旗村、新民村、打堡村和龙堡村。